# متعددة العرق

زمرة الحيوانات دافئة الدم هي زمرة متعددة الأعراق.

في علم الوراثة العرقي : متعدد العرق polyphyletic (من اليونانية : من عدة عروق)
هي زمرة تصنيفة تعتمد على سمة معينة لكن أفرادها قد تطوروا ضمن مواقع مختلفة على الشجرة الوراثية العرقية. بشكل عام، فإن المجموعة متعددة العرق لا تتضمن سلف مشترك وحيد لأفرادها بل عدة أسلاف مشتركة، أما السلف المشترك الأقدم فلا ينتمي لهذه الزمرة. مثلا زمرة الحيوانات دافئة الدم warm-blooded هي زمرة متعددة الأعراق polyphyletic،لأنها تحتوي الثدييات والطيور، لكن السلف المشترك الأقدم للثدييات والطيور معا كان من باردات الدم cold-blooded. اما دافئات الدم فقد تطورت بشكل مستقل في أسلاف الذدييات وأسلاف الطيور، لذلك لا تشكل زمرة عرقية حقيقية.